# Система єдиного перехідного голосу
Система єдиного перехідного голосу (single transferable vote — STV) є виборчою системою квотно-преференційного голосування, мета якої полягає в тому, щоб мінімізувати втрату голосів виборців і забезпечити пропорційне представництво всіх груп населення, при якій виборці голосують за окремих кандидатів, а не партійні списки. Це досягається у багатомандатних округах шляхом передавання надлишкових голосів від кандидатів, які вже здобули мандат, до інших, також обраних виборцями.
Виборчу систему єдиного перехідного голосу розробили незалежно один від одного в середині XIX ст. у Великій Британії юрист Томас Геєр (Thomas Hare) та у Данії математик Карл Андре (Carl Andræ). Вона використовується на виборах до парламентів Ірландії та Мальти, на місцевих виборах у Північній Ірландії, Шотландії, Австралії, Новій Зеландії, деяких муніципалітетах США. На Тасманії її впровадження у 1896 році завдячує Ендрю Кларку (Andrew Inglis Clark), тому її іноді називають системою Геєра-Кларка. Виборчу систему високо оцінював з ліберальної точки зору Джон Стюарт Мілль.

## Процедура голосування
Виборець має єдиний бюлетень, де ставить цифри навпроти прізвищ кандидатів відповідно до своїх уподобань:
- Шевченко [2]
- Гриценко [ ]
- Мартиненко [1]
- Карпенко [3]
- Мельник [ ]

Відповідно, у даному випадку преференції виборця розподіляються наступним чином:
1. Мартиненко
2. Шевченко
3. Карпенко

## Підрахунок голосів

### Визначення квоти
У виборчій системі з єдиним перехідним голосом кандидат вважається обраним лише якщо він набрав мінімально необхідну кількість голосів — квоту (або поріг). Існують різні види квот (квота Друпа, квота Гаґенбаха-Бішофа та інші); найбільш поширеною є квота Друпа, яка визначається формулою:
{\textstyle {\mbox{votes needed to win}}=\left({{\rm {\mbox{valid votes cast}}} \over {\rm {\mbox{seats to fill}}}+1}\right)+1}
Квота повинна бути цілим числом. Якщо квота не ціле число, вона округляється вниз (дробова частина відкидається). 

### Визначення переможців
Для визначення переможців виконуються наступні кроки:
1. Кандидат, який набрав або перевищив квоту вважається обраним.
2. Якщо кандидат набрав голосів більше, ніж квота, різниця голосів передається наступним кандидатам, що йшли в списках преференцій.
3. Якщо жоден новий кандидат не досяг квоти, кандидат з найменшою кількістю голосів викреслюється і його голоси передаються наступним кандидатам, що йшли в списках преференцій.
4. Ці 4 кроки повторюються до тих пір, поки не залишиться вільних мандатів.

## Приклад
Розглянемо дію системи єдиного перехідного голосу на прикладі, наведеному А.Лейпхартом: тримандатний округ, сім кандидатів (умовно названі Q, P, R, S, T, U, V), у голосуванні взяли участь 100 виборців. Квота Друпа буде становити 100/(3+1) + 1 = 26. 
| І преференція | ІІ преференція | ІІІ преференція | Голоси |
| ------------- | -------------- | --------------- | ------ |
| P             | Q              | R               | 15     |
| P             | R              | Q               | 15     |
| Q             | R              | P               | 8      |
| R             | P              | Q               | 3      |
| S             | T              | —               | 20     |
| T             | S              | —               | 9      |
| U             | —              | —               | 17     |
| V             | —              | —               | 13     |

З даної таблиці видно, що 15 виборців проставили у виборчому бюлетені 1) P, 2) Q, 3) R; ще 15 виборців визначили свої преференції як 1) P, 2) R, 3) Q; вісім виборців відзначили 1) Q, 2) R, 3) P і так далі.
| Кандидати            | І обчислення         | ІІ обчислення | ІІІ обчислення | IV обчислення           | V обчислення | VI обчислення                                  |
| -------------------- | -------------------- | ------------- | -------------- | ----------------------- | ------------ | ---------------------------------------------- |
| P                    | 30 (>=26, перемагає) | −4=26         | 26             | 26                      | 26           | 26                                             |
| Q                    | 8                    | +2=10         | +5=15          | 15                      | 15           | 15                                             |
| R                    | 3                    | +2=5          | −5=0           | 0                       | 0            | 0                                              |
| S                    | 20                   | 20            | 20             | +9=29 (>=26, перемагає) | −3=26        | 26                                             |
| T                    | 9                    | 9             | 9              | −9=0                    | 0            | 0                                              |
| U                    | 17                   | 17            | 17             | 17                      | 17           | 17 (<26, але найбільше серед інших, перемагає) |
| V                    | 13                   | 13            | 13             | 13                      | 13           | −13=0                                          |
| Не перенесені голоси | —                    | —             | —              | —                       | +3=3         | +13=16                                         |

Під час першого обчислення зафіксували/врахували перші преференції кандидатів. Оскільки голоси кандидата P набрали квоту Друпа, то він визнається обраним. Його чотири перевищуючі голоси відповідно до того, що кандидатів Q і R порівну зазначали на другій преференції, треба поділити однаково (+2) між кандидатами Q і R під час другого обчислення. Третє обчислення передбачає зняття зі складу претендентів кандидата R, тому що він має найменшу кількість голосів, і передати його голоси не кандидату Р, який займає другу преференцію, але вже є обраним, а кандидатові Q, який займає третю преференцію. Під час четвертого обчислення знімається зі списку претендентів кандидат T, його голоси передають кандидатові S, який у його списках займав другу преференцію. Це дає змогу кандидату S отримати мандат, оскільки немає кандидата з другими преференціями, що були зазначені при кандидаті S, то залишкові три голоси більше вже не переносяться і залишаються у нерозподіленому залишку. Під час шостого обчислення черговим кандидатом, чиї голоси повинні бути зняті, є кандидат V. Оскільки виборці, які проголосували за нього, не зазначили більше преферентів, то процедура обчислення на цьому завершується і третім переможцем визначають кандидата U, який мав найбільший показник серед тих, хто залишився. 

## Переваги та недоліки

### Переваги
На відміну від категоричного голосування за партійні списки, складені у центрі, які переважно охоплюють лише загальнонаціональних партійних лідерів, голосування у системі єдиного перехідного голосу за конкретного партійного кандидата стимулює партійне керівництво широко залучати відомих у регіонах людей до власних партійних списків. Це дає змогу ефективно обмежити вплив партійних босів на формування списків кандидатів на парламентських виборах і посилити роль регіональних партійних організацій, стимулюючи партійних активістів не лише до роботи в партії, але також до роботи з громадськістю.
По-друге, система дає змогу кожному виборцю краще дізнатися про кандидатів, тому що у виборчих округах за такою системою обирають від трьох до п'яти депутатів. Вона також вимагає від виборців орієнтуватися у партійних програмах і партійній діяльності постійно.  
По-третє, виборці фактично мають змогу контролювати процес використання поданих ними голосів. Кандидату не допоможе жоден голос, якщо він не є преференційним і не відданим власне за нього. Цим така система суттєво відрізняється від інших пропорційних систем, за яких перевага, надана одному партійному кандидатові, може у кінцевому результаті допомогти іншому кандидату від цієї ж партії, незалежно від того, що він може і не подобатись виборцю, який віддав свій голос за партійного кандидата. У цьому полягає також ключова відмінність системи «панашаж», за якої виборець не знає, якому з кандидатів від партії його преференції допоможуть, тому що преференції додають до загального партійного рахунку. 
По-четверте, якщо політична партія має внутрішні фракції, або групи, то виборці, надаючи преференції, можуть вплинути на внутрішню партійну дискусію та визначення партійного курсу. 
По-п'яте, власне система єдиного перехідного голосу допомагає отримати найвищий рівень пропорційності, тобто відповідність частки одержаних на виборах голосів частці депутатських мандатів, які отримує політична партія вже у парламенті. Рівень пропорційності становить у цілому для країн, які застосовують таку систему, від 95 до 100%%. 
Також, мандат може здобути як партійний, так і незалежний кандидат (?). Відкривається можливість представництва для розпорошених меншин. 

### Недоліки
До недоліків цієї системи належить потенційна можливість негативно впливати на результати голосування, внутрішньопартійну єдність, ослаблення ролі та значення центральних партійних органів на користь регіональних партійних структур. До інших застережень належить складність системи для виборців, внаслідок чого вони можуть не завжди коректно сприймати правила її застосування. Серед недоліків є і складність у підрахунку результатів і можливості для фальсифікацій на рівні виборчих комісій.